# Figuren der House-of-Night-Romane
Die Figuren der House-of-Night-Romane sind die Protagonisten der aus den zwölf Bänden bestehenden Buchreihe aus dem Vampirgenre mit dem Obertitel House of Night von P. C. Cast und deren Tochter Kristin Cast.

## Hauptperson

### Zoey Redbird
Zoey ist 16 Jahre alt, wurde von einem Späher gezeichnet (Band 1) und wird zur jüngsten Hohepriesterin der Göttin Nyx. Sie ist von Nyx als die ihre gezeichnet worden, die erste wahre „U-we-tsi a-ge-hu-tsa v-hna-i Sv-no-yi“, Tochter der Nacht. In diesem Zeitalter ist sie als Augen und Ohren der Nyx bestimmt. Zoeys Geburtstag ist am 24. Dezember, was sie nervt, da alle ihren Geburtstag mit Weihnachten gleichsetzen. 
Zoeys Familie hat sich abgewendet, ihr Stiefvater John Heffer, auch „Stiefpenner“ genannt, ist ein Gottesfürchtiger, und seit ihre Mutter Linda ihn vor drei Jahren geheiratet hat, ist sie ihm hörig. Ihre Grandma ist immer für sie da und ersetzt ihre Mutter.
Zoey hat eine Affinität zu allen fünf Elementen, Luft, Feuer, Wasser, Erde und Geist. Außerdem wird sie vom ersten bis zum sechsten Band immer wieder mit Tattoos gezeichnet. Im vierten Band wird sie Zeugin wie Neferet, die sich von Nyx abgewendet und nun Verbündete mit der Finsternis selbst geworden ist, den unsterblichen Kalona, den einstigen Krieger der Nyx, der von Nyx selbst aus ihrem Reich verbannt wurde, erweckt. Fortwährend sucht Kalona Zoey in ihren Träumen heim, weil er sie für A-ya, seine einstige Geliebte hält, mit deren Hilfe er von den weisen Frauen der Cherokee gefangen wurde. Ende des sechsten Bandes sieht sie wie Kalona ihren Gefährten Heath umbringt. Sie schleudert Kalona ein Bündel „Geist“ entgegen und verlässt daraufhin diese Welt, weil mit Heaths Tod ihre Seele zerbirst. Im siebten Teil ist Zoey mit Heath in der Anderwelt, verliert sich selbst aber immer mehr. Als dann Stark mit Hilfe eines Rituals ebenfalls in die Anderwelt kommt, geht Heath weiter in ein neues Leben, Stark beginnt mit Kalona, der ebenfalls gekommen ist zu kämpfen. Daraufhin reißt Zoey sich wieder zusammen, später erscheint Nyx, schmeißt Kalona raus und Zoey und Stark können zusammen zurück in ihre Körper (Band 7).
Danach bleiben Stark und Zoey auf der Isle of Skye, wo Zoey eine mögliche Erbin der Vampyrkönigin werden kann, aber der Tod von Jack bringt sie zurück ins House of Night von Tulsa. Dort hat Neferet Kalona von ihrer Seite „verbannt“, da er Heath getötet hat. Zoey und Stark kommen zusammen.

## Schüler am House Of Night

### Aphrodite LaFont
Am Anfang ist Aphrodite die größte Feindin von Zoey und wird von den Zwillingen oft „Hexe der Hölle“ oder „Höllenschlampe“ genannt.
Sie selbst nennt die Clique rund um Zoey „Streberclique“. Um Nyx’ Gabe wiederzuerlangen, gesellt sie sich Zoeys Bande freundlich zu und hilft ihnen. Sie hat die Gabe, Visionen von Unglücken zu bekommen, wodurch sie Zoey helfen kann, ihre Großmutter zu retten. Außerdem wird sie in Band 3 wieder zu einem Menschen, weil sie Zoey dabei hilft, Stevie Raes Menschlichkeit wiederzubekommen. In Band 7 wird Aphrodite zur Prophetin von Nyx erklärt. Aphrodite hatte, während Stevie Rae ein untoter und somit ein roter Jungvampyr war, eine Affinität zu dem Element Erde (Band 3). In Band 5 hatte sich kurze Zeit lang eine Prägung mit Stevie Rae, wodurch Zoey und ihre Freunde erfahren haben, dass Stevie Rae von den noch immer bösen roten Jungvampyren, die im Bahnhof zurückgeblieben sind, durch eine Falle fast umgebracht wurde. Nachdem Stevie Rae vom Blut des Rabenspötters Rephaim trinkt, geht sie eine Prägung mit ihm ein und die von ihr und Aphrodite wird gebrochen. Ihr eidgebundener Krieger ist Darius, mit dem sie auch seit dem 4. Teil zusammen ist. Im 7. Teil begleitet sie Stark auf die Isle of Skye.
Ihre große weiße Perserkatze heißt Malefiz.

### Stevie Rae Johnson
Stevie Rae ist Zoeys beste Freundin und hat eine Affinität zu Erde, allerdings stirbt sie in Band 2. Sie kehrt als roter Jungvampyr zurück und Zoey hilft ihr, ihre Menschlichkeit nicht zu verlieren. Stevie Rae wird zum ersten roten Vampyr. Sie fängt etwas mit Dallas, einem anderen roten Jungvampyr an, er wird zu ihrem inoffiziellen Freund. Im 6. Band findet sie Rephaim, einen Rabenspötter und der Lieblingssohn von Kalona, dem gefallenen unsterblichen Krieger von Nyx. Sie rettet ihm das Leben und schickt ihn durch einen Tunnel des Klosters zu den Tunneln unter dem Bahnhof, wo die bösen roten Vampyre ihn zwingen, ihnen zu helfen, Stevie Rae umzubringen. Nachdem die roten Vampyre sie in die Falle gelockt haben, rettet Rephaim sie, ehe sie vom Sonnenlicht verbrannt wird. Daraufhin trinkt sie von seinem Blut, um am Leben zu bleiben und eine Prägung entsteht. In Band 7 ruft Stevie Rae den weißen Stier, der die Finsternis verkörpert, ohne sich dessen bewusst zu sein. Als der Stier seinen Dienst geleistet hat, greift er Stevie Rae an, welche in aller Verzweiflung Rephaim zu Hilfe ruft, der sie rettet und an ihrer Stelle den Preis zum Teil bezahlt. Stevie Rae ruft dann den schwarzen Stier, welcher das Licht verkörpert, um den weißen um jeden Preis zu besiegen, was dieser auch tut. Später entdeckt Rephaim Stevie Rae, als sie kurz davor ist, mit Dallas zu schlafen. Dallas wendet sich zum Bösen, als er von Stevie Rae und Rephaim erfährt. Die beiden beginnen zuzugeben, sich ineinander verliebt zu haben. Im 8. Band verrät sie ihre Beziehung mit Rephaim unfreiwillig der Öffentlichkeit.
Stevie Rae liebt ihre Mutter, genauso wie Countrymusik und alles was damit zu tun hat.

### Erin Bates & Shaunee Cole
Erin und Shaunee sind „Zwillinge“ trotz ihres verschiedenen Aussehens und ihrer verschiedenen Abstammung sind die zwei wie echte Zwillinge. Sie sind immer der gleichen Meinung und lieben das Shoppen.
Beide sind sehr modebewusst und wissen immer über den neuesten Klatsch und Tratsch Bescheid. Erin hat eine Affinität zum Element Wasser und Shaunee zum Element Feuer (2. Band). Sie begleiten Zoey während aller Teile und sind wahre Freundinnen für sie und von Stevie Rae. Im 7. Teil aber können sie nicht mit zur Isle of Skye. Ihre Katze ist Beelzebub. Im Roman Bestimmt kommt es jedoch zu einem Bruch zwischen den Zwillingen, da Shaunee mit Rephaim Mitleid hat, was Erin nicht verstehen kann. In Verloren schließt sich Erin dann Neferets Truppe an, indem sie mit Dallas zusammenkommt.
Im Teil 11 entschließt sich Erin wieder dem Licht zu folgen und entschuldigt sich bei Shaunee, doch kurz danach überlebt sie die Wandlung nicht und stirbt.

### Damien Maslin
Damien ist ein echter Freund, er ist homosexuell und kommt in Band 2 mit Jack zusammen. Er ist sehr intelligent, hilft Zoey oft und hat eine Affinität zu Luft, die er im 2. Band bekommt. Man bezeichnet ihn auch als „Wandelndes Lexikon“. Er benutzt immer wieder komische Namen für etwas, weshalb seine Freunde auch immer wieder fragen müssen, was das denn nun bedeute, und sein Lieblingswort ist „deplorabel“.
Seine Eltern verübeln es ihm nicht, dass er zum Jungvampyr gemacht wurde, wohl aber, dass er schwul ist. Zoey und ihren Freunden macht das aber nichts aus. Als sein Freund Jack Twist im 8. Band stirbt, ist er am Boden zerstört. Seine Katze ist Cameron.

### Jack Twist
Jack kommt ins House of Night und ist ebenfalls homosexuell, er kommt mit Damien zusammen (Band 2). In Band 8 wird er von Neferet mit der Finsternis von einer Leiter gestürzt und in einem bereitstehenden Claymore (das ihm fast den Hals durchtrennte) getötet. Jack hat außerdem eine Art Affinität zur Magie der Moderne, der Technik.

### James Stark
Stark kommt ins House of Night und stirbt, allerdings hat Zoey eine starke Verbindung zu ihm. Er streicht seinen Vornamen James, so dass ihn alle nur noch „Stark“ nennen. Er erzählt ihr vor seinem Tod, dass er die Gabe hat, sein Ziel nicht verfehlen zu können, wenn er mit Pfeil und Bogen schießt. Als er als roter Jungvampyr zurückkehrt, schießt er auf Neferets Befehl hin auf Stevie Rae, die den Schuss aber überlebt (Band 5). Später wandelt sich Stark auch zum roten Vampyr, nachdem Zoey ihn als Krieger akzeptiert und später auch noch zu ihrem Wächter wird. Die beiden fangen an, sich zu lieben. In Band 7 folgt Stark Zoey in die Anderwelt, um ihre zersplitterte Seele zurück in ihren Körper zu bringen. Dort überzeugt er Heath, dass es das Beste für Zoey sei, wenn er weiterzöge und sie zurückließe, da sie die Anderwelt ohne ihn niemals verlassen würde. Die beiden kehren in die richtige Welt zurück. Als Stark und Zoey in die normale Welt zurückkehren, beginnen die beiden eine Beziehung. Es kommt einem so vor, als ob Zoey und Stark auf ewig zusammenbleiben.

### Kramisha
Ist eine rote Jungvampyrin, die mit den anderen in den Tunneln wohnt. Sie wird von Zoey im 5. Band zur neuen Meisterpoetin ernannt, in ihrem Zimmer sind Gedichte an die Wände geschrieben, bei denen es sich um Kalona handelt.
Die Gedichte sind so etwas wie eine Prophezeiung, doch die Freunde müssen sie immer erst enträtseln.

### Shaylin Ruede
Shaylin Ruede war das erste Mädchen das Erik jemals gezeichnet hatte (in Band 9). Sie verlor in ihrem fünften Lebensjahr ihr Augenlicht. Als Erik sie zeichnete bekam sie ein rotes statt einem blauen Mal. Außerdem konnte sie wieder sehen. Shaylin wurde von Nyx mit einer besonderen Gabe beschenkt, die seit vielen Jahren nicht mehr auftrat. Die Gabe, die den Namen „Den Wahren Blick“ trägt, erlaubt es dem Beschenkten Farben um eine Person zu sehen und daraus die Bedeutung dieser wissen. Manche Leute, wie Zoey und Erik dachten, das sie ganz schön schräg sei. Später erfuhren sie, dass sie eigentlich ganz nett ist und zudem eine Wasseraffinität besitzt.

## Lehrer am House Of Night

### Neferet
Neferet ist die Hohepriesterin und Rektorin im House of Night. Sie bekam von Nyx zwei Gaben: Ihre Hauptaffinität ist eine Verbindung zu Katzen die selbst für Vampyre außergewöhnlich ist, ihre zweite Affinität ist die Heilkraft. Zu Anfang ist sie sehr mütterlich und immer nett. Im 3. Band stellt sich allerdings heraus, dass Neferet sehr böse ist und für die Untoten roten Jungvampyre bzw. Vampyre (Band 3) verantwortlich ist. Sie ist außerdem die Geliebte von Kalona (Band 5) – einem gefallenen Engel. Gemeinsam wollen sie einen Krieg gegen die Menschen führen. Sie bezeichnet sich selbst als Verkörperung der Göttin Nyx. Sie hat sich mit der Finsternis verbündet und nennt sich die Königin der Tsi Sgili, bösartigen Hexen (aus dem Stamm der Cherokee) die sich vom Tod ernähren und allein mit dem Geist töten können. Sie beherrscht die Finsternis so, dass sie Tentakeln befehlen kann, welche eine Kreatur auch töten können. Um die Gunst der Vampyre wieder erlangen zu können, bittet sie Zoey öffentlich ihr zu vergeben. Neferet lässt sich von dem weißen Stier ein Gefäß erschaffen, über welches sie die vollständige Kontrolle hat. Dafür musste sie ein Opfer bezahlen, eine Menschenseele, je mehr verbunden diese mit der Erde ist, desto stärker wird das Gefäß.
Ein besonderes Merkmal sind ihre grünen mandelförmigen Augen und ihre ausgesprochene Schönheit.

### Erik Night
Erik ist, bevor Zoey ins House of Night kommt, Aphrodites Freund. Jedoch verliebt er sich in Zoey und sie werden ein Paar (Band 1). Als Erik Zoey allerdings erwischt, wie sie mit Professor Blake schläft (Band 3), beendet er die Beziehung. Er wird nach der überraschenden Verwandlung zum Vampyr Zoeys Lehrer in Schauspielerei, da die Lehrerin Professor Nolan ermordet worden ist und es an Lehrern mangelt. Die beiden versöhnen sich und werden wieder ein Paar (Band 5). Da es Zoey jedoch stört, dass er sie herumkommandieren will, macht sie endgültig Schluss. In Band 8 verstehen sie dann aber, dass sie nie mehr als Freunde sein können. Erik will im 8. Band nach L.A. ziehen, um seine Schauspielerkarriere voranzutreiben, dies kann er aber nicht, da er ein Späher wird. Im 9. Band zeichnet er seinen ersten Menschen, auf dessen Stirn dann jedoch eine rote Mondsichel erscheint anstatt einer blauen. Ihr Name ist Shaylin Ruede und sie wurde von Nyx mit dem Wahren Blick beschenkt. Am Ende des 12. Bandes kommt er mit Shaunee Cole zusammen und wird ein „besserer“ Mensch, der endgültig seine Hollywood-Träume aufgibt.

### Loren Blake
Zoey hat eine Affäre mit Loren Blake (Band 3), er ist ein Meisterpoet der Vampyre und Lehrer im House of Night. Er wird später grausam von Neferet umgebracht, weil er gegen ihre Pläne war und sie und Zoey beide gleichzeitig haben wollte.
Loren und Zoey haben eine Prägung, bevor er umgebracht wird.

### Dragon Lankford
Dragon ist der Schwertmeister am Tulsa House of Night und ist mit Professor Anastasia verheiratet gewesen, die aber von Rephaim getötet wird (Band 5).
Als Rephaim ihm seine Dienste anbietet, nimmt er das Angebot nicht an, da er ihm den Tod seiner Frau nicht verzeihen kann (Band 8).
Es gibt auch ein Buch von ihm. In dem geht es um sein gesamtes Leben, seinem Schwur und seiner großen Liebe zu Anastasia. Am Ende stirbt er, da er sich vor Neferets Gefäß Aurox (Band 9) wirft und somit verhindert das dieser Rephaim tötet.

### Lenobia Whitehall
Lenobia ist die Professorin für Pferde und Reitkunst im House of Night, hat ebenso eine Affinität zu Pferden und hilft Zoey aus dem House of Night zu entkommen (Band 5). Während Zoey zum Rat der Vampyre fliegt, lässt sie ihre Verbindungen spielen, sodass sie schnell dort sind um Kalonas und Neferets Plan zu durchkreuzen (Band 6). Im 7. Band holt sie mit Erik Night die verwundete Stevie Rae vom Bahnhof ab, nachdem diese der Sonne ausgesetzt wurde.

### Professor Nolan
Prof Nolan war die Schauspiellehrerin im House of Night. Sie wurde Opfer von Neferets finstren Machenschaften. Sie hat sie ermordet und ihr den Kopf abgetrennt, sodass es nicht so aussieht als seien die Vampyre des House of Night für die zahlreichen Morde in Tulsa verantwortlich (Band 3).

## Nebenpersonen

### Shekinah
Shekinah ist die mächtigste Hohenpriesterin. Sie ist die Hohenpriesterin aller Vampyre und im Rat der Vampyre. Shekinah besucht im 4. Band spontan das House of Night und wird bei einem Reinigungsritual mit einer Handbewegung von Neferet ebenfalls im 4. Teil getötet.

### Darius
Darius ist ein Sohn von Erebos, dem Beschützer von Nyx, und kommt erst im 3. Band vor. Er soll die Jungvampyre vor den Menschen beschützen die angeblich Loren Blake und Professor Nolan umgebracht haben. In Band 4 erkennt er als einziger der Söhne des Erebos, dass Kalona nicht Erebos ist und flüchtet mit Zoey und ihrer Clique. In Band 6 wird er zum Krieger von Aphrodite, die er liebt. Zusammen mit Aphrodite begleitet er Zoeys geistlosen Körper und Stark auf die Isle of Skye. Darius selbst ist auch als weise zu bezeichnen. Außerdem ist er ein ausgebildeter „Medizinmann“ und kann Zoey und ihren Freunden im Band 4 und 5 helfen, als Stevie Rae durch einen Pfeil verletzt ist.
Seine Katze ist Nefertiti.

### Dallas
Dallas ist ein roter Jungvampyr und war mit Stevie Rae zusammen, als er aber herausgefunden hat, dass Stevie Rae sich in den Rabenspötter Rephaim verliebt hat, wechselt er zur Dunkelheit. Er hat eine Affinität zur Elektrizität, die er dann nutzt, um Stevie Rae und Rephaim anzugreifen. Danach schließt er sich den anderen bösen roten (Jung-)Vampyren an und geht eine Beziehung mit Nicole, der Anführerin der roten (Jung-)Vampyren ein. In Buch 7 schläft Dallas fast mit Stevie Rae in einem Tunnel, wobei er sie bittet von ihm zu trinken, Stevie Rae übergeht dies einfach.
Im 11. Band versucht er Stevie Rae zu ermorden, da sie seiner Meinung nach die Schuld an Erins Tod trägt. Dieser Versuch schlägt fehl und er flieht aus dem House of Night, wird jedoch von Stark und Kalona aufgespürt und zurückgebracht. Thanatos stellt ihn vor ein Standgericht, bei dem Dallas und die letzten zwei seiner Gefolgsleute, die ihm noch die Treue halten (Kurtis und Elliot), für schuldig befunden und zum Tode verurteilt wird. Dallas wird unmittelbar darauf von Kalona mit einem Schwert enthauptet.

### Rephaim
Rephaim ist der erstgeborene Sohn Kalonas. Er wird von Stevie Rae gerettet, nachdem Darius ihn vom Himmel schießt, und hat später auch eine Prägung mit ihr (Band 6). Er entwickelt Gefühle für sie und rettet sie aus der Falle der roten Vampyre und vor dem weißen Stier, der die Finsternis verkörpert. Mehrere Male sagt er im 7. Band, dass sie zu ihm gehöre. Er sieht sein Spiegelbild im Wasser und erkennt darin, wie er als wirklicher Mensch ausgesehen hätte (Band 7). Im 8. Band entscheidet sich Rephaim, als ihm sein Vater die freie Wahl zwischen ihm und Nyx gewährt, endgültig dem Licht zu folgen. Darauf erklärt Kalona, dass Rephaim nicht mehr sein Sohn sei, woraufhin Nyx ihm gewährt in der Nacht (dem Tag für Vampyren) als Mensch auszusehen. Als Strafe für seine vergangenen Taten wird er sich aber am Tage immer wieder in einen Raben verwandeln.

## Organisationen

### Der hohe Rat der Vampyre
Der hohe Rat der Vampyre besteht aus sechs Mitgliedern. Die wichtigsten sind: Shekinah, die hohe Priesterin aller Jungvampyre und Vampyre, die in Teil 4 von Neferet getötet wird; Duantia, die Älteste, und Thanatos, die eine Affinität zum Tod hat und Zoeys Freunden und vor allem Aphrodite im 7. Teil hilft, Zoey zu retten. Duantia wird nach Shekinahs Tod zur neuen Hohepriesterin aller Vampyre gewählt, und zwar von den anderen Mitgliedern des Hohenrates.

## Menschen

### Heath Luck
Heath ist Zoeys menschlicher Freund seit der 3. Klasse. Heath versucht sie zuerst aus dem House of Night herauszuholen, doch sie kann nicht. Sie trinkt Blut von ihm und es entsteht eine Prägung (Band 1). Zoey versucht vergeblich dem Blut und Heath zu widerstehen, doch mithilfe ihrer Prägung kann sie den entführten Heath (Band 2) retten. 
Da Zoey mit ihrem Lehrer und scheinbaren Geliebten Loren Blake schläft, zerbricht die Prägung, und kurz darauf trifft Zoey im 4. Band Heath wieder, und er sagt ihr, er will sie nie wieder sehen und verschwindet kurzzeitig. Aufgrund seiner immer noch bestehenden Liebe für Zoey, verzeiht er ihr aber und ist wieder Teil ihres Lebens.
Als er im 6. Band auf einer Reise, auf der auch Zoey und ihre Freunde dabei sind, ein Gespräch von Kalona und Neferet belauscht, wird er von Kalona entdeckt und getötet. Kurz vor seinem Tod ruft er mithilfe des Bandes der Prägung Zoey zu sich, weswegen sie seinen Tod mitansehen muss und ihre Seele vor Schmerz zersplittert. Der tote Heath kommt in Nyx’ Anderwelt, wo er Zoeys zersplitterte Seele wiedertrifft. Schließlich lässt er Zoey zurück, um wiedergeboren zu werden. Als er einige Zeit in Nyx’ Reich war stellt Nyx ihn vor eine Entscheidung. Aus den drei möglichen Antworten entscheidet er sich dafür als Seele in das von dem weißen Stier geschaffene Gefäß, welches Neferet dient und den Namen Aurox trägt, zu gehen.

### Sylvia Redbird
Sylvia ist Zoeys Großmutter, in schwierigen Situationen ist Sylvia immer für ihre Enkelin da. Sie wohnt auf einer Lavendelfarm und stammt von den Cherokee ab. Sie nimmt Zoey oft in Schutz vor ihrem Stiefvater und Zoeys Mutter, die seit der Beziehung mit Zoeys Stiefvater ganz anders ist als Zoey und Sylvia. Sylvia weiß auf unerklärlicher Art und Weise bereits im Voraus, wenn sie jemand besuchen will. Im 5.,6. und 7. Teil ist sie bei den Nonnen im Benediktinerinnen Kloster, da sie einen Autounfall, verschuldet durch einen Rabenspötter, hatte.

### John Heffer
John Heffer ist der Ehemann von Linda Heffer und Kirchenältester. Er hat sie jedoch nur geheiratet, um den schönen Schein des Familienvaters aufrechtzuerhalten. Jahre nach der Heirat erwischt Linda John, wie er sie mit einer Gemeindesekretärin betrügt. Zoey nennt ihn immer „Stiefpenner“ und kann ihn überhaupt nicht leiden. Es wird beschrieben, dass er wie ein ganz normaler Mann Anfang 50 aussieht.

### Linda Heffer
Linda Heffer, geborene Redbird, ist die Ehefrau von John Heffer und Zoeys Mutter. Jahre nach der Heirat bemerkt sie, dass ihr Ehemann sie mit einer Gemeindesekretärin betrügt. Sie hebt sofort das ganze Geld von seinen Konten ab und flieht mitten in der Nacht zum Haus ihrer Mutter. Dort angekommen wird sie von dem weißen Stier, auf Befehl von Neferet hin, getötet. Neferet stellt aus diesem Opfer ein Gefäß her, das jedoch nicht perfekt ist, da eigentlich Grandma Redbird durch ihre starke Verbindung zur Erde besser geeignet und eingeplant war.

## Göttliche

### Nyx
Angelehnt an Nyx, die antike Göttin der Nacht, hat die Göttin der Vampyre und Jungvampyre ihr eigenes Reich, das auch die Anderwelt genannt wird. Dort ist sozusagen das Paradies der Vampyre. Sie erscheint Zoey einige Male. Kalona war einst ihr Krieger, bis er Nyx für sich alleine haben wollte (ihr Gefährte ist Erebos) und wird dann aus der Anderwelt verbannt. Nyx schenkt jedem Vampyr die freie Wahl, daher greift sie auch nie ein, wenn die Dunkelheit Menschen oder Vampyren Schaden zufügt oder sie umbringt. Außer im 7. Teil, dort befiehlt sie Kalona (Zoey hat ihm befohlen, dass er die Lebensschuld einzahlen soll, weil er Heath getötet hat) Stark wieder lebendig werden zu lassen, indem er ihm etwas von seiner Unsterblichkeit gibt.

### Kalona
Kalona, ein Unsterblicher mit onyxfarbenen Flügeln, war einmal der Krieger von Nyx. Er ist aber nur ein Halbgott. Er liebte sie zu sehr und konnte es nicht ertragen, dass Erebos statt ihm Nyx’ Gemahl war, weswegen er versuchte, ihn zu töten. Daraufhin verbannte Nyx seinen Körper aus ihrer Anderwelt und er fiel auf die Erde. Dort hat er die Frauen des Cherokee-Stamms, von denen Zoey abstammt, vergewaltigt. Damit die Männer ihn nicht dabei gestört haben, hat er sie versklavt. Daraus sind die Rabenspötter entstanden, böse Kreaturen, Vögel mit menschlichen Armen, Beinen und Augen. Eines Tages haben die Ghigua-Frauen beschlossen, ein wunderschönes Mädchen zu erschaffen, dem Kalona nicht widerstehen kann, und sie somit in die Lage zu versetzen ihn zu fangen. Sie haben aus Ton einen Körper geformt, die beste Malerin hat ihr ein Gesicht aufgemalt, und sie bekam flinke Beine. Sobald sie fertig war, haben ihr die Frauen Leben eingehaucht und sie A-ya(ich) genannt. Als Kalona sie sah, ist er ihr nachgerannt, hat sie allerdings nicht erwischen können. Als A-ya ihn in eine Höhle gelockt hat, wo er normalerweise nicht hingeht (Erde schwächt ihn), hat ihn umarmt und ihr Leben ist aus ihr ausgetreten, so dass Kalona von ihrer Umarmung gefangen genommen worden ist.
In Band 4 erweckt Neferet Kalona. Dieser dringt immer wieder in Zoeys Träume ein, weil er sie liebt, denn A-ya ist ein Teil von Zoey. Im 6. Band gewährt er ihr einen Einblick in seine Vergangenheit und zeigt ihr, wieso er aus dem Reich der Göttin Nyx verbannt wurde. Später wird Kalonas Seele ebenfalls aus Nyx’ Reich verbannt. Im 8. Band gewährt er seinem Lieblingssohn Rephaim die Wahl zwischen der Dunkelheit und dem Licht, was er zum ersten Mal tut. Außerdem „spielt“ er Neferets Gefährten, eigentlich ist er nur bei ihr, weil sie so mächtig ist. Er stellt außerdem fest, dass eine Verbindung zwischen ihm und Stark besteht. So kann er in bestimmten Momenten die Kontrolle von Starks Körper übernehmen. In Band neun, wo Rephaim am Sterben war, entschuldigte Kalona sich bei ihm in der Hoffnung, dass er aufwacht. Als Rephaim aufwacht, entschied sich Kalona als Krieger vom House of Night anzutreten. Kalona stirbt im 12. Band weil er sich endgültig für das Licht entscheidet und Menschen vor Neferet rettet, die ihn mit magischen, von der Finsternis verzauberten, Pistolenschüssen tötet. Nyx vergibt ihm und er erfährt die Wahrheit über seinen Fall und lebt nun in der Anderwelt als Nyx’ Gemahl. Nyx liebte immer nur Kalona.

### Erebos
Erebos, benannt nach dem griechischen Gott Erebos, ist Nyx’ Gefährte und Kalonas Bruder.
Die Krieger der Vampyre bezeichnen sich selbst als Söhne des Erebos, was darauf zurückzuführen ist, dass sie ihre Fähigkeiten als von ihm gegeben ansehen. Im Gegensatz zu seinem Bruder, der die Finsternis verkörpert und entstand als „der Himmel den Mond küsste“, sind Erebos Flügel golden; er entstand als „der Himmel die Sonne küsste“ und bildet das leuchtende Pendant zu Kalona. 
In den Bänden 1 bis 9 erscheint er nicht persönlich, wird aber hauptsächlich positiv erwähnt. In Band 10 zeigt er sich zum ersten Mal im Gespräch mit Kalona und handelt entgegen dem von ihm verbreiteten Bild gegen Nyx Wünsche, indem er Kalona dazu zu verleiten versucht, seinen Eid erneut zu brechen und das House of Night zu verraten.

### Der weiße Stier
Der weiße Stier ist, entgegen seiner Farbe, kein „guter“ Stier. Er ist die höchste Kreatur der Finsternis, die sich auf der Erde aufhalten kann. Sein Fell ist zwar weiß, aber es hat einen schleimigen Schimmer und die glitzernde Oberfläche wirkt kalt und tot. Er fordert genau so wie sein Gegenstück, der schwarze Stier, für jeden seiner Dienste ein Opfer. Stevie Rae und Neferet fragten beide nach dessen Diensten – Stevie Rae unbeabsichtigt, Neferet beabsichtigt.

### Der schwarze Stier
Der schwarze Stier ist, entgegen seiner Farbe, kein „böser“ Stier. Er ist die höchste Kreatur des Lichtes, die sich auf der Erde aufhalten kann. Sein Fell ist zwar schwarz, aber es ist keine tintige Schwärze. Sein Fell hat die Farbe eines Mitternachtshimmels, über dem das Glitzern diamantener Sterne liegt. Stevie Rae ruft ihn zur Hilfe, als sie merkt, dass der weiße Stier bösartig ist, und muss auch ihm ein Opfer bringen.

## Katzen
Katzen dürfen frei im House of Night herumlaufen und sind die engsten Verbündeten der Vampyre. Früher wurden Katzen gejagt und getötet, da die Menschen dachten, dass sie die Menschen irgendwie zu Vampyren machten. Sie fürchten sich vor Pferden und den Rabenspöttern. Eine Katze wählt seinen Besitzer, einen Vampyr immer selbst aus.
- Zoey
  - Nala, die, wie Zoey sagt, eine alte Frau hätte sein können, weil sie sich immer bei ihr beschwert. Zoey findet, dass Nala ihre Lebenssituation immer perfekt zusammenfassen kann. Außerdem kämpft Nala gegen Geister.
- Erin & Shaunee
  - Beelzebub diese Katze macht andauernd Chaos. Er ist ein grauer Kater.
- Neferet
  - Skylar ist sehr launisch und lässt nur wenige (Jung-)Vampyre an sich heran.
- Damien
  - Cameron im ersten Band wird er von Stevie Rae „Cammy“ genannt.
- Loren Blake
  - Wolverine
- Darius
  - Nefertiti gehört zu den Katzen, die in Zoeys Zimmer warten, während sie unter dem Depot sind, genauso wie:
- Dragon
  - Shadowfax
- Anastasia
  - Guinevere
- Aphrodites
  - Malefiz hat Aphrodite im Tierheim von Street Cats gefunden. Laut Zoey ist sie besonders hässlich und arrogant.